# 放送文化

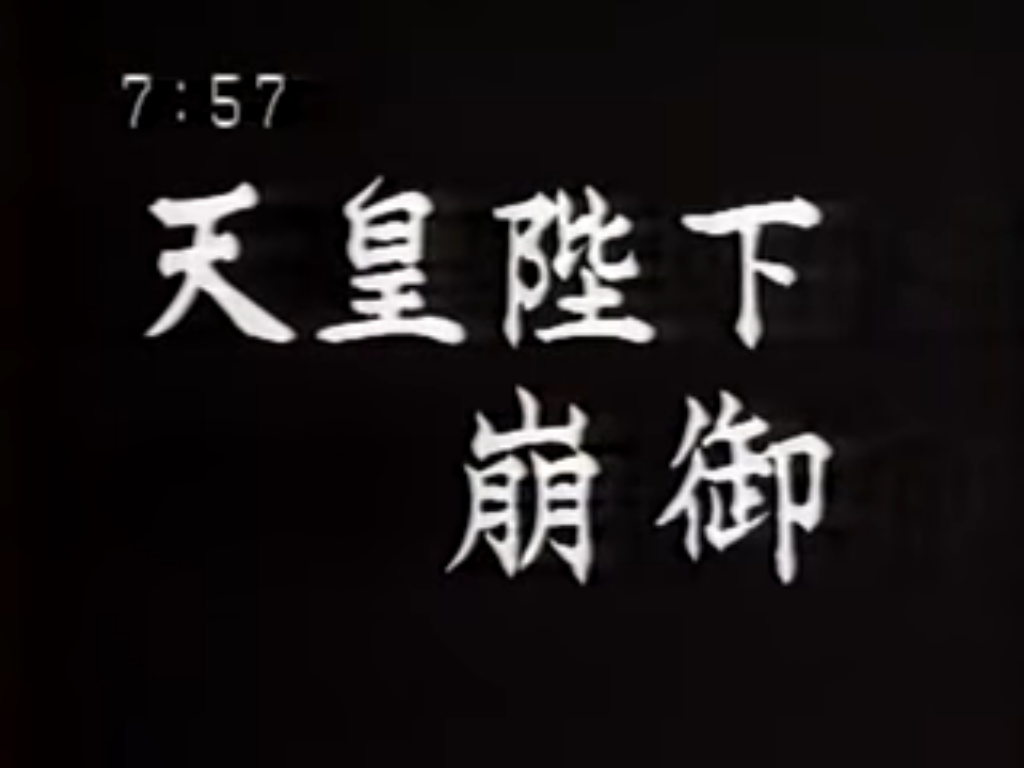
NHK於1989年1月7日7時57分播出字卡，內容為「天皇陛下崩御」，正式宣布昭和天皇駕崩

放送文化（日语：／ Hōsō bunka）是熱衷於研究電視及或電台廣播細節的文化；「放送」源自日語，意為「廣播」，故此又稱廣播文化。電視文化、電台文化均是放送文化的子集。

## 概論

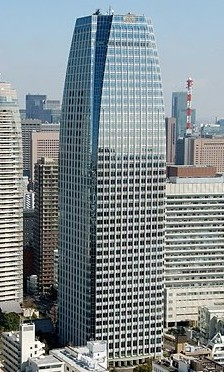
NHK放送文化研究所

電視或電台頻譜屬於公共財產，因此電台及電視台需要在有限的時間和資源內為公眾提供實用的資訊，滿足所在國家的廣播牌照要求及公眾利益。一般情況下，放送文化愛好者的研究對象包括但不限於：
- 台徽片段
- 節目時段內的台徽標示
- 特別新聞報道片段
- 新聞資訊節目片頭
- 緊急警報
- 政令宣導字卡
- 開台片段
- 收台片段
- 宣傳片
- 測試卡
- 频率呼號
- 片段背景音樂
- 國歌片段
- 廣播技術
- 審查制度

## 研究

### 公共廣播機構
日本放送協會於1946年成立NHK放送文化研究所，專責研究、調查廣播文化的創作，並根據結果每年發行數次期刊。1956年日本放送協會再建立一所NHK放送博物館，展示有關廣播及電視事業的主題藏品，直至1991和2003年先後追加放送圖書館、NHK檔案館：收藏商業廣播和NHK播出過的廣播、電視節目及廣告等映像、聲音素材。

### 民間人士
民間亦會有放送文化愛好者組成團隊或組織，如香港民間經典回憶資料庫、TVARK電台、電視歷史片段。随着视频分享網站和社交網站的興起，不少放送文化愛好者亦會將研究的電視或電台片段上載到網上，保存片段同时開放公眾观看，當中又以视频分享網站為主，比如YouTube、Bilibili，其中后者即有不少中国大陆的放送文化爱好者。
有關人士最常面對的困難是由於電台、電視歷史片段牽涉版權，因此常被有關網站以版權因素等理由下架。同時，涉及緊急警報的電視或電台片段，亦常附有放送文化愛好者的自主規制，呼籲观众不要在人多的地方大聲播放，以免引起公眾恐慌或誤會。

## 由此衍生出的领域

### 架空电视/电台
一些放送文化的爱好者者受制于现实（如政策和经济等原因）无法通过大氣電波，有线电视或者IPTV的形式开设自己的电视广播频道，故转以互联网的形式寻找同道中人。该类群体或个人模仿传统电视广播频道的制播流程，透过播客或VOD等形式制作和推广自己的节目。由于其和传统广播电视机构有一定相似性，但是又独立于广播电视系统之外，故称之为“架空”电视或电台。一般此类群体属兼职或志愿性质，参与者通常得到很少的酬劳或者0酬劳。需要注意的是，此类群体与违反法例的“黑广播”有着本质的区别。

### VHS录像带
一部分爱好者出于怀旧等目的搜集电视节目的VHS录像带，加以修复之后二次出售或者提取其中的内容分享到互联网，其中以粤港两地的爱好者群体为甚。上世纪大部分电视台以磁带作为节目的存储介质，随着时间流逝，一部分电视台存储的磁带流向民间，被民间的爱好者发掘。通常这些录像带记录的内容受众程度非常低，内容越是“稀有”的录像带通常价格也越高。

### 无线电接收/DXing
一些放送文化爱好者同时也是无线电玩家或者发烧友。根据VHF/UHF电磁波的视距传播原理，这类群体通常配以鱼骨天线，USB接收卡和电脑等设备接收其所在地以外的广播电视信号。在深圳和广州沿海一带，不少爱好者通过自备的天线接收不经审查的香港电视和广播信号。也有一些喜爱运动的爱好者携带以上设备登山，在山上较为空旷的地方挑战电波超视距接收（俗称“DX”）。曾有爱好者在香港DX到了来自海南省的DTMB数字地面电视信号，也有华东沿海一带的观众DX到来自朝鲜或者韩国的电视信号（注：韩国至今仍保留对朝鲜的模拟电视广播）。在福建沿海，也有一部分群体通过自设天线收看金门发射的台湾电视节目。也有一部分群体关注其所在地广播电视信号的变化，发射站的位置和信号发射功率等。

### 卫星电视的研究
相较于节目单一的地面电视，有线电视和IPTV，卫星电视近年受到了不少爱好者的青睐。一般只需要一只接收锅，一个本振频率合适的高频头和一台卫星机顶盒即可组成简便的卫星电视接收系统。随着近年电视台对卫星传送（SNG）的依赖，一些爱好者把目标转移到这些画面干净，无角标或者只有小尺寸角标的SNG上。通常利用机顶盒把信号接收下来，然后录制进U盘或者硬盘等储存介质内。一些进阶爱好者会选择购买支持接收卫星电视制式的PCIe/USB电视卡，然后利用电脑软件来录制广播内容。即使是在卫星电视受严格管制的中国大陆地区，此类群体的组成亦不容小觑。由此也衍生出有偿代录电视节目的服务。

### 局域网串流
一些对IT和网络技术有一定基础的爱好者会选择自行組裝電腦或者购买现成的设备作为其广播电视串流服务器用。信号接收途径涵盖地面电视，有线电视，IPTV和卫星电视等。通常先由服务器透过电视接收卡把信号接收下来，然后转化成网络播出，形式一般为单播和组播。若需要接收加密的电视节目，则通常需要一个解密软件，一张正版解密卡和一个读卡器。由于自行架设串流服务器传输的节目不受地域限制，故很多爱好者选择该种方式让自己无论身处何地都能实时收看到“家乡”的电视节目。理论上通过这类系统，可以达到在香港收看美国FOX，和在美国收看香港本地的TVB翡翠台的效果。

## 常用的硬件
- VHS录像机
- 电视接收卡
- 电脑
- 电视天线
- 交换机
- 机顶盒
- 画面采集卡

## 常用的软件
- OBS Studio
- Adobe Premiere Pro
- Adobe Photoshop
- VLC多媒體播放器
- PotPlayer
- Adobe After Effects
- FFmpeg
- Kodi
- TVHeadend
- MuMuDVB
- MythTV

## 影响
一些放送文化爱好者把兴趣视为其人生方向，在大学毕业后选择从事广播电视相关的工作。也有一些爱好者选择从事自媒体或其他能发挥自己创意的工作。但更多的还是从事其他行业。互联网的普及让传统的广播电视日趋成为黄昏行业，在中国大陆的一些省台和地市电视台一度出现经营困难的情况，故选择日后从事广电相关行业工作的爱好者不多。但是也有一部分原本并非喜好放送文化的群体特别是传媒人加入到了放送文化的群体中以增强互动性。也有一些电视台注意到放送文化群体的潜力，选择加入其中与粉丝互动，如广东广播电视台的《DV现场》。同样地，一些原本是放送文化爱好者的人通过视频平台逐渐接触到其他圈子（如二次元），扩宽了自己的知识面。

## 争议
- 一些放送文化爱好者年龄较小，认知水平有限的同时处于叛逆期，对其他人造成一定程度的骚扰。
- 由于记录的电视广播节目通常为非原创性质，版权归所属广电机构所有，因此在互联网投稿时只能标注为“转载”。一般情况下上传者不能在视频上作任何自己的标记以作识别，故也给一些别有用心的人提供了盗视频进行二次上传的机会。但部分视频网站修改了审核规定后此类情况已有改善。
- 一些广播电视机构和互联网平台对节目版权管理较为严格，通过多种方式删除了其在互联网上的旧节目。而这些旧节目通常由民间爱好者上传，甚至近乎绝版。

## 外部連結
- 香港民間經典回憶資料庫 VCRBase （页面存档备份，存于）
- 香港業餘電台聯會 （页面存档备份，存于）
- NHK放送文化研究所（页面存档备份，存于）
- NHK放送博物館（页面存档备份，存于）